# Patricia Hunt
Patricia Ann Hunt ist eine Entwicklungsbiologin an der Washington State University. Hier ist sie Regents Professor für Molekularbiologie an der veterinärmedizinischen Fakultät.

## Leben und Wirken
Hunt erwarb 1977 an der Michigan State University einen Bachelor in Genetik, 1979 an der University of Hawaiʻi at Mānoa einen Master in Genetik und 1983 bei Patricia Jacobs ebendort einen Ph.D. in Reproduktionsbiologie. Als Postdoktorandin arbeitete sie von 1984 bis 1986 bei Paul Burgoyne am Medical Research Council in London und anschließend bei Eva Eicher am Jackson Laboratory. Eine erste Anstellung mit Aussicht auf eine Professur (Tenure-Track) hatte sie ab 1988 an der Emory University, ab 1992 eine ordentliche Professur an der Case Western Reserve University. 2005 wechselte sie an die Washington State University.
Zu ihren Arbeitsschwerpunkten zählen die Ursachen der Aneuploidie, der Einfluss des Alters der Eltern auf die kindliche Genetik und Entwicklung und die schädigende Wirkung verschiedener Agenzien wie Bisphenol A und andere endokrine Disruptoren sowie quartäre Ammoniumverbindungen auf Fruchtbarkeit und Embryogenese.
Hunt hat laut Datenbank Scopus einen h-Index von 57 (Stand Oktober 2023). 2012 erhielt sie den Gabbay Award, 2022 den March of Dimes and Richard B. Johnston, Jr., MD Prize in Developmental Biology.